# Gynoplistia notabilis
Gynoplistia notabilis là một loài ruồi trong họ Limoniidae. Chúng phân bố ở miền Australasia.